# Parenetica
La parenetica (in senso assoluto per letteratura parenetica) è un genere letterario che comprende le opere tese ad ammonire o ad esortare. Il termine deriva dal greco παραινετικός, da παραίνεσις, 'esortazione' o 'parènesi', dal latino tardo paraenĕsis.